# تشارلز تي. كيمبل
تشارلز تي. كيمبل هو سياسي أمريكي، ولد في 1872، وتوفي في 18 فبراير 1949. نشط حزبياً في الحزب الجمهوري. وقد انتخب عضو مجلس نواب ميشيغان ‏.